# Hamid Algabid
Hamid Algabid (Tanout, 1941) es un político de Níger que fue primer ministro de su país entre 1983 y 1988.
De origen tuareg, estudió Derecho en la Universidad Félix Houphouët-Boigny de Abiyán. En los años 1970, destacó como un tecnócrata que ocupó importantes cargos en ministerios económicos y en organismos internacionales como la CEDEAO y el BID. Entre 1983 y 1988 fue designado como primer ministro sin pertenecer a ningún partido.
En 1989 dio el salto a la política internacional, ocupando el cargo de presidente de la Organización para la Cooperación Islámica hasta 1996. En 1996 fue candidato a la Secretaría General de las Naciones Unidas, puesto que finalmente acabó ocupando Kofi Annan. Con posterioridad regresó a la política nacional como líder del partido RDP-Jama'a, fundado en 1997 y con el que fue candidato a la presidencia del país.